# 胡姆米湖
50°19′44″N 137°17′42″E / 50.32889°N 137.29500°E

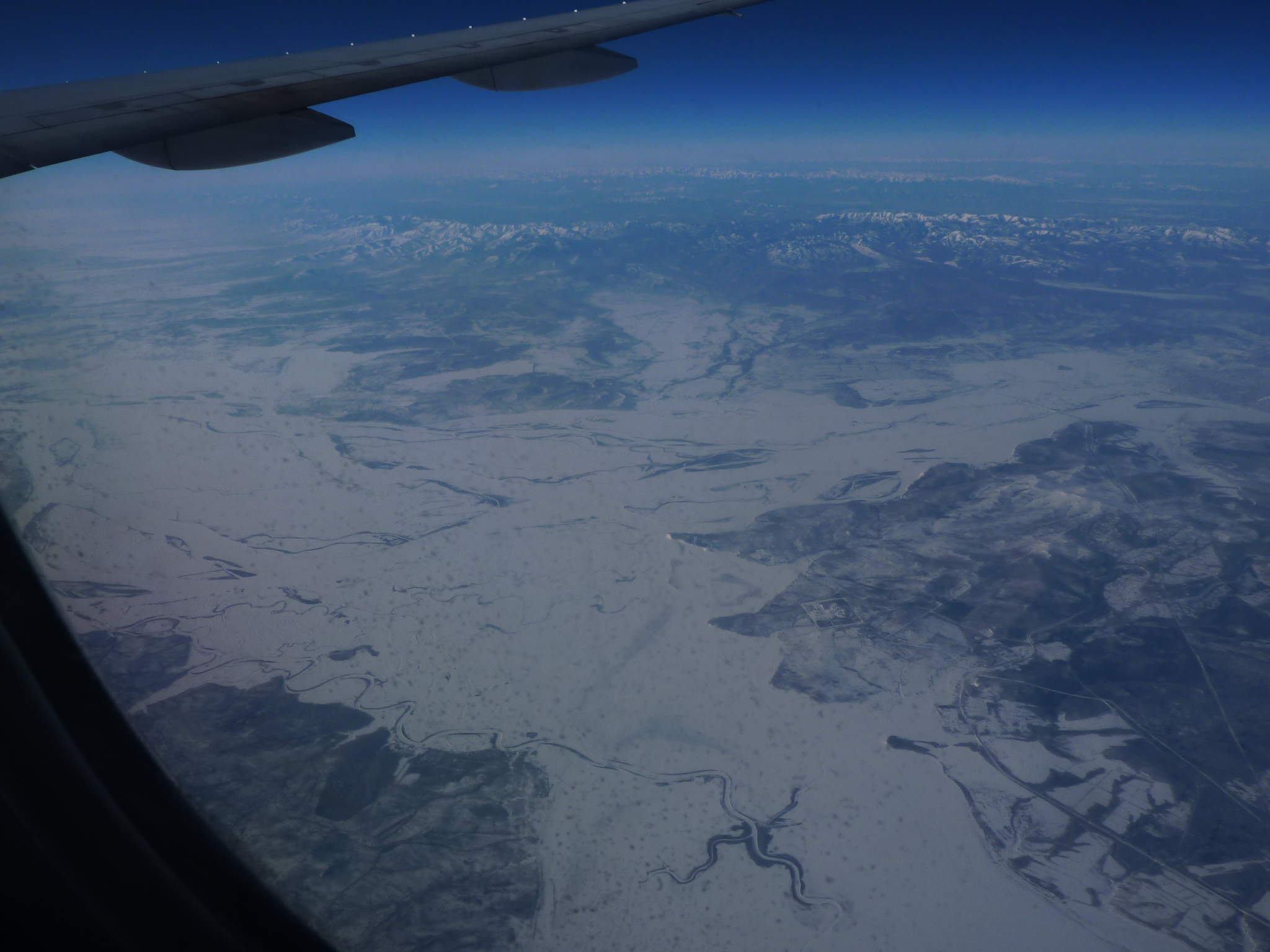

胡姆米湖（俄语：Хумми），是俄羅斯的湖泊，位於該國東南部哈巴羅夫斯克邊疆區，處於阿穆爾河畔共青城東南面32公里，面積117平方公里，平均水深1.5米，最大水深3.9米。